# Tomás Emilio Díaz
Tomás Emilio Díaz González (1949) es un botánico, ecólogo, pteridólogo, fitosociólogo, fitogeógrafo español, que se desempeña como profesor en el Departamento de Botánica, de la Universidad de Oviedo.

## Algunas publicaciones
- 2008. Los Picos de Europa en el nombre de las plantas. Ed. Grupo de Montaña Peña santa

### Libros
- Díaz González, T. E. y Vázquez, A. 2004. Guía de los bosques de Asturias. Ed. Trea. 287 pp. ISBN 8497041461
- Tomás Emilio Díaz González, José Antonio Fernández Prieto, Antonio Vázquez. 2002. Paisaje vegetal del noroeste ibérico: el litoral y orquídeas silvestres del territorio. Colección Mayor. Ed. Trea. 302 pp.
- ----------------------, ----------------------, María del Carmen Fernández-Carvajal Álvarez. 2002. Curso de botánica. Volumen 1 de Trea ciencias. Ed. Trea. 574 pp. ISBN 8497041135
- ----------------------, ----------------------. 1994. La vegetación de Asturias. Itinera Geobot. 8: 243-528
- José Manuel Carballo González, Tomás Emilio Díaz González. 1992. El Avellano; Los Prados de Siega. Volumen 2 de Aulas de la Naturaleza Series. Ed. Consejería de Educación, Cultura, Deportes y Juventud. 83 pp. ISBN 8478471316
- ----------------------, ----------------------. 1992. Flora, vegetación y fauna de los puertos del Rasón ; Flora, vegetación y fauna del Puerto de San Isidro. Nº 3 de Colección "Aulas de la naturaleza". Ed. Servicio de Publicaciones del Principado de Asturias. 127 pp. ISBN 8478471308

## Honores
Decano de la Facultad de Biología de la Universidad de Oviedo.//
Director Científico del Jardín Botánico Atlántico de Gijón.// Miembro Numerario del Real Instituto de Estudios Asturianos (RIDEA)
- La abreviatura «T.E.Díaz» se emplea para indicar a Tomás Emilio Díaz como autoridad en la descripción y clasificación científica de los vegetales.[3]